# Hypognatha divuca
Hypognatha divuca là một loài nhện trong họ Araneidae.
Loài này thuộc chi Hypognatha. Hypognatha divuca được Herbert Walter Levi miêu tả năm 1996.